# (343230) Corsini
(343230) Corsini est un astéroïde de la ceinture principale.

## Description
(343230) Corsini est un astéroïde de la ceinture principale. Il fut découvert le 22 novembre 2009 à Magasa par Mario Tonincelli et Fulvio Zanardini. Il présente une orbite caractérisée par un demi-grand axe de 2,43 UA, une excentricité de 0,16 et une inclinaison de 6,1° par rapport à l'écliptique.